# Coupe de Belgique féminine de hockey sur gazon 2025-2026
Navigation
2024-2025 2026-2027
La Coupe de Belgique féminine de hockey sur gazon 2025-2026 sera à la 73e édition de la Coupe de Belgique de hockey sur gazon.

## Fonctionnement et règlement

### Format de la coupe
La coupe est jouée en trois tours d'une journée. Le premier tour se déroule en une phase de groupes de trois équipes avec deux matchs chacun, le deuxième tour se déroule en élimination directe avec les huitièmes de finale et les quarts de finale, et le dernier tour se déroule aussi en élimination directe avec les demi-finales et les finales. Tous les matchs se déroulent en une seule manche.
Avant chaque match, chaque équipe doit composer une sélection comprenant dix-huit joueurs sur une feuille de match.
Tous les matchs se jouent en quatre quart-temps de quinze minutes avec une séance de tirs au but en cas d'égalité en temps réglementaire.

### Nombre d'équipes participantes
35 clubs participent à la compétition.
Les équipes proviennent des divisions suivantes :
- 7 clubs de Nationale 3 (D3),
- 9 clubs de Nationale 2 (D2),
- 9 clubs de Nationale 1 (D1),
- 10 clubs de Division Honneur (DH).

## Calendrier
| Nom                 | Tirage au sort | Date            | Équipes participantes | Équipes restantes |
| ------------------- | -------------- | --------------- | --------------------- | ----------------- |
| Phase de groupes    | 27 juin 2025   | 23 août 2025    | 33                    | 33 à 16           |
| Huitièmes de finale | TBD            | 25 octobre 2025 | 16                    | 16 à 8            |
| Quarts de finale    | TBD            | 26 octobre 2025 | 8                     | 8 à 4             |
| Demi-finales        | TBD            | 5 avril 2026    | 4                     | 4 à 2             |
| Finale              | TBD            | 3 mai 2026      | 2                     |                   |

## Participants

### Par régions
| Régions                      | Total | DH | D1 | D2 | D3 |
| ---------------------------- | ----- | -- | -- | -- | -- |
| Région de Bruxelles-Capitale | 9     | 4  | 3  | 1  | 1  |
| Région flamande              | 15    | 5  | 2  | 6  | 2  |
| Région wallonne              | 11    | 1  | 4  | 2  | 4  |
| TOTAUX                       | 35    | 10 | 9  | 9  | 7  |

## Phase de groupes

### Tirage au sort
Le tirage au sort de la phase de groupes se tient le 27 juin 2025 à Zaventem. La Gantoise et Léopold qui sont exemptés de premier tour sont directement qualifiés pour la phase à élimination directe.
| Chapeau 1             | Chapeau 2          | Chapeau 3               |
| --------------------- | ------------------ | ----------------------- |
| Dragons (DH)          | Pingouin (D1)      | Baudouin (D2)           |
| Wellington (DH)       | Indiana (D1)       | Keerbergen (D2)         |
| Waterloo Ducks (DH)   | La Rasante (D1)    | Namur (D2)              |
| Racing (DH)           | Lara (D1)          | Verviers (D2)           |
| Antwerp (DH)          | Ombrage (D1)       | Stix (D3)               |
| Herakles (DH)         | Old Club (D1)      | Amicale Anderlecht (D3) |
| Victory (DH)          | Saint-Georges (D2) | Rix (D3)                |
| Orée (DH)             | Daring (D2)        | La Louvière (D3)        |
| Uccle Sport (D1)      | Rapid (D2)         | Arlon (D3)              |
| Bruges (D1)           | Olympia (D2)       | Blue Lions (D3)         |
| Louvain-la-Neuve (D1) | Hermes (D2)        | Lynx (D3)               |

### Groupe A
| Rang | Équipe              | Pts | J | G | VTaB | DTaB | P | Bp | Bc | Diff | Qualification                      |
| ---- | ------------------- | --- | - | - | ---- | ---- | - | -- | -- | ---- | ---------------------------------- |
| 1    | Waterloo Ducks (DH) | 0   | 0 | 0 | 0    | 0    | 0 | 0  | 0  | 0    | Phase à élimination directe        |
| 2    | Saint-Georges (D2)  | 0   | 0 | 0 | 0    | 0    | 0 | 0  | 0  | 0    | Classement des deuxièmes de groupe |
| 3    | Stix (D3) (H)       | 0   | 0 | 0 | 0    | 0    | 0 | 0  | 0  | 0    |                                    |

| 23 août 2025 | Stix | -   | Waterloo Ducks | Kiewit      |             |
| 11h00        |      | (-) |                | Arbitrage : | Arbitrage : |

| 23 août 2025 | Waterloo Ducks | -   | Saint-Georges | Kiewit      |             |
| 13h00        |                | (-) |               | Arbitrage : | Arbitrage : |

| 23 août 2025 | Saint-Georges | -   | Stix | Kiewit      |             |
| 15h00        |               | (-) |      | Arbitrage : | Arbitrage : |

### Groupe B
| Rang | Équipe                  | Pts | J | G | VTaB | DTaB | P | Bp | Bc | Diff | Qualification                      |
| ---- | ----------------------- | --- | - | - | ---- | ---- | - | -- | -- | ---- | ---------------------------------- |
| 1    | Racing (DH) (H)         | 0   | 0 | 0 | 0    | 0    | 0 | 0  | 0  | 0    | Phase à élimination directe        |
| 2    | Hermes (D2)             | 0   | 0 | 0 | 0    | 0    | 0 | 0  | 0  | 0    | Classement des deuxièmes de groupe |
| 3    | Amicale Anderlecht (D3) | 0   | 0 | 0 | 0    | 0    | 0 | 0  | 0  | 0    |                                    |

### Groupe C
| Rang | Équipe              | Pts | J | G | VTaB | DTaB | P | Bp | Bc | Diff | Qualification                      |
| ---- | ------------------- | --- | - | - | ---- | ---- | - | -- | -- | ---- | ---------------------------------- |
| 1    | Wellington (DH)     | 0   | 0 | 0 | 0    | 0    | 0 | 0  | 0  | 0    | Phase à élimination directe        |
| 2    | Lara (D1)           | 0   | 0 | 0 | 0    | 0    | 0 | 0  | 0  | 0    | Classement des deuxièmes de groupe |
| 3    | Blue Lions (D3) (H) | 0   | 0 | 0 | 0    | 0    | 0 | 0  | 0  | 0    |                                    |

### Groupe D
| Rang | Équipe              | Pts | J | G | VTaB | DTaB | P | Bp | Bc | Diff | Qualification                      |
| ---- | ------------------- | --- | - | - | ---- | ---- | - | -- | -- | ---- | ---------------------------------- |
| 1    | Bruges (D1)         | 0   | 0 | 0 | 0    | 0    | 0 | 0  | 0  | 0    | Phase à élimination directe        |
| 2    | La Rasante (D1) (H) | 0   | 0 | 0 | 0    | 0    | 0 | 0  | 0  | 0    | Classement des deuxièmes de groupe |
| 3    | Lynx (D3)           | 0   | 0 | 0 | 0    | 0    | 0 | 0  | 0  | 0    |                                    |

### Groupe E
| Rang | Équipe            | Pts | J | G | VTaB | DTaB | P | Bp | Bc | Diff | Qualification                      |
| ---- | ----------------- | --- | - | - | ---- | ---- | - | -- | -- | ---- | ---------------------------------- |
| 1    | Dragons (DH)      | 0   | 0 | 0 | 0    | 0    | 0 | 0  | 0  | 0    | Phase à élimination directe        |
| 2    | Pingouin (D1) (H) | 0   | 0 | 0 | 0    | 0    | 0 | 0  | 0  | 0    | Classement des deuxièmes de groupe |
| 3    | Rix (D3)          | 0   | 0 | 0 | 0    | 0    | 0 | 0  | 0  | 0    |                                    |

### Groupe F
| Rang | Équipe            | Pts | J | G | VTaB | DTaB | P | Bp | Bc | Diff | Qualification                      |
| ---- | ----------------- | --- | - | - | ---- | ---- | - | -- | -- | ---- | ---------------------------------- |
| 1    | Herakles (DH)     | 0   | 0 | 0 | 0    | 0    | 0 | 0  | 0  | 0    | Phase à élimination directe        |
| 2    | Indiana (D1)      | 0   | 0 | 0 | 0    | 0    | 0 | 0  | 0  | 0    | Classement des deuxièmes de groupe |
| 3    | Baudouin (D2) (H) | 0   | 0 | 0 | 0    | 0    | 0 | 0  | 0  | 0    |                                    |

### Groupe G
| Rang | Équipe         | Pts | J | G | VTaB | DTaB | P | Bp | Bc | Diff | Qualification                      |
| ---- | -------------- | --- | - | - | ---- | ---- | - | -- | -- | ---- | ---------------------------------- |
| 1    | Orée (DH)      | 0   | 0 | 0 | 0    | 0    | 0 | 0  | 0  | 0    | Phase à élimination directe        |
| 2    | Rapid (D2) (H) | 0   | 0 | 0 | 0    | 0    | 0 | 0  | 0  | 0    | Classement des deuxièmes de groupe |
| 3    | Verviers (D2)  | 0   | 0 | 0 | 0    | 0    | 0 | 0  | 0  | 0    |                                    |

### Groupe H
| Rang | Équipe               | Pts | J | G | VTaB | DTaB | P | Bp | Bc | Diff | Qualification                      |
| ---- | -------------------- | --- | - | - | ---- | ---- | - | -- | -- | ---- | ---------------------------------- |
| 1    | Uccle Sport (DH)     | 0   | 0 | 0 | 0    | 0    | 0 | 0  | 0  | 0    | Phase à élimination directe        |
| 2    | Daring (D2)          | 0   | 0 | 0 | 0    | 0    | 0 | 0  | 0  | 0    | Classement des deuxièmes de groupe |
| 3    | La Louvière (D3) (H) | 0   | 0 | 0 | 0    | 0    | 0 | 0  | 0  | 0    |                                    |

### Groupe I
| Rang | Équipe                | Pts | J | G | VTaB | DTaB | P | Bp | Bc | Diff | Qualification                      |
| ---- | --------------------- | --- | - | - | ---- | ---- | - | -- | -- | ---- | ---------------------------------- |
| 1    | Louvain-la-Neuve (D1) | 0   | 0 | 0 | 0    | 0    | 0 | 0  | 0  | 0    | Phase à élimination directe        |
| 2    | Ombrage (D1)          | 0   | 0 | 0 | 0    | 0    | 0 | 0  | 0  | 0    | Classement des deuxièmes de groupe |
| 3    | Namur (D2) (H)        | 0   | 0 | 0 | 0    | 0    | 0 | 0  | 0  | 0    |                                    |

### Groupe J
| Rang | Équipe         | Pts | J | G | VTaB | DTaB | P | Bp | Bc | Diff | Qualification                      |
| ---- | -------------- | --- | - | - | ---- | ---- | - | -- | -- | ---- | ---------------------------------- |
| 1    | Victory (DH)   | 0   | 0 | 0 | 0    | 0    | 0 | 0  | 0  | 0    | Phase à élimination directe        |
| 2    | Old Club (D1)  | 0   | 0 | 0 | 0    | 0    | 0 | 0  | 0  | 0    | Classement des deuxièmes de groupe |
| 3    | Arlon (D3) (H) | 0   | 0 | 0 | 0    | 0    | 0 | 0  | 0  | 0    |                                    |

### Groupe K
| Rang | Équipe              | Pts | J | G | VTaB | DTaB | P | Bp | Bc | Diff | Qualification                      |
| ---- | ------------------- | --- | - | - | ---- | ---- | - | -- | -- | ---- | ---------------------------------- |
| 1    | Antwerp (DH)        | 0   | 0 | 0 | 0    | 0    | 0 | 0  | 0  | 0    | Phase à élimination directe        |
| 2    | Olympia (D2)        | 0   | 0 | 0 | 0    | 0    | 0 | 0  | 0  | 0    | Classement des deuxièmes de groupe |
| 3    | Keerbergen (D2) (H) | 0   | 0 | 0 | 0    | 0    | 0 | 0  | 0  | 0    |                                    |

### Classement des deuxièmes de groupe
| Rang | Équipe                      | Pts | J | G | VTaB | DTaB | P | Bp | Bc | Diff | Qualification               |
| ---- | --------------------------- | --- | - | - | ---- | ---- | - | -- | -- | ---- | --------------------------- |
| 1    | Saint-Georges (D2) (Grp. A) | 0   | 0 | 0 | 0    | 0    | 0 | 0  | 0  | 0    | Phase à élimination directe |
| 2    | Hermes (D2) (Grp. B)        | 0   | 0 | 0 | 0    | 0    | 0 | 0  | 0  | 0    | Phase à élimination directe |
| 3    | Lara (D1) (Grp. C)          | 0   | 0 | 0 | 0    | 0    | 0 | 0  | 0  | 0    | Phase à élimination directe |
| 4    | La Rasante (D1) (Grp. D)    | 0   | 0 | 0 | 0    | 0    | 0 | 0  | 0  | 0    |                             |
| 5    | Pingouin (D1) (Grp. E)      | 0   | 0 | 0 | 0    | 0    | 0 | 0  | 0  | 0    |                             |
| 6    | Indiana (D1) (Grp. F)       | 0   | 0 | 0 | 0    | 0    | 0 | 0  | 0  | 0    |                             |
| 7    | Rapid (D2) (Grp. G)         | 0   | 0 | 0 | 0    | 0    | 0 | 0  | 0  | 0    |                             |
| 8    | Daring (D2) (Grp. H)        | 0   | 0 | 0 | 0    | 0    | 0 | 0  | 0  | 0    |                             |
| 9    | Ombrage (D1) (Grp. I)       | 0   | 0 | 0 | 0    | 0    | 0 | 0  | 0  | 0    |                             |
| 10   | Old Club (D1) (Grp. J)      | 0   | 0 | 0 | 0    | 0    | 0 | 0  | 0  | 0    |                             |
| 11   | Olympia (D2) (Grp. K)       | 0   | 0 | 0 | 0    | 0    | 0 | 0  | 0  | 0    |                             |

## Phase a élimination directe

### Équipes qualifiées
- La Gantoise (DH)
- Léopold (DH)

### Tableau final
|  | Huitièmes de finale | Huitièmes de finale | Huitièmes de finale | Huitièmes de finale |   |   | Quarts de finale | Quarts de finale | Quarts de finale | Quarts de finale |  |  | Demi-finales | Demi-finales | Demi-finales | Demi-finales |  |  | Finale     | Finale     | Finale     | Finale     |
|  |                     |                     |                     |                     |   |   |                  |                  |                  |                  |  |  |              |              |              |              |  |  |            |            |            |            |
|  | 25 octobre 2025     | 25 octobre 2025     | 25 octobre 2025     | 25 octobre 2025     |   |   | 26 octobre 2025  | 26 octobre 2025  | 26 octobre 2025  | 26 octobre 2025  |  |  | 5 avril 2026 | 5 avril 2026 | 5 avril 2026 | 5 avril 2026 |  |  | 3 mai 2026 | 3 mai 2026 | 3 mai 2026 | 3 mai 2026 |
|  | -                   | -                   | -                   | -                   |   |   | 26 octobre 2025  | 26 octobre 2025  | 26 octobre 2025  | 26 octobre 2025  |  |  | 5 avril 2026 | 5 avril 2026 | 5 avril 2026 | 5 avril 2026 |  |  | 3 mai 2026 | 3 mai 2026 | 3 mai 2026 | 3 mai 2026 |
|  | -                   | -                   | -                   | -                   |   |   | 26 octobre 2025  | 26 octobre 2025  | 26 octobre 2025  | 26 octobre 2025  |  |  | 5 avril 2026 | 5 avril 2026 | 5 avril 2026 | 5 avril 2026 |  |  | 3 mai 2026 | 3 mai 2026 | 3 mai 2026 | 3 mai 2026 |
|  | -                   | -                   | -                   | -                   |   |   | 26 octobre 2025  | 26 octobre 2025  | 26 octobre 2025  | 26 octobre 2025  |  |  | 5 avril 2026 | 5 avril 2026 | 5 avril 2026 | 5 avril 2026 |  |  | 3 mai 2026 | 3 mai 2026 | 3 mai 2026 | 3 mai 2026 |
|  | -                   | -                   | -                   | -                   | - | - | -                | -                |                  |                  |  |  | 5 avril 2026 | 5 avril 2026 | 5 avril 2026 | 5 avril 2026 |  |  | 3 mai 2026 | 3 mai 2026 | 3 mai 2026 | 3 mai 2026 |
|  | 25 octobre 2025     |                     |                     |                     | - | - | -                | -                |                  |                  |  |  | 5 avril 2026 | 5 avril 2026 | 5 avril 2026 | 5 avril 2026 |  |  | 3 mai 2026 | 3 mai 2026 | 3 mai 2026 | 3 mai 2026 |
|  |                     |                     | -                   | -                   | - | - |                  |                  |                  |                  |  |  | 5 avril 2026 | 5 avril 2026 | 5 avril 2026 | 5 avril 2026 |  |  | 3 mai 2026 | 3 mai 2026 | 3 mai 2026 | 3 mai 2026 |
|  | -                   | -                   | -                   | -                   | - | - | -                | -                |                  |                  |  |  | 5 avril 2026 | 5 avril 2026 | 5 avril 2026 | 5 avril 2026 |  |  | 3 mai 2026 | 3 mai 2026 | 3 mai 2026 | 3 mai 2026 |
|  | -                   | -                   | 26 octobre 2025     |                     |   |   | -                | -                |                  |                  |  |  | 5 avril 2026 | 5 avril 2026 | 5 avril 2026 | 5 avril 2026 |  |  | 3 mai 2026 | 3 mai 2026 | 3 mai 2026 | 3 mai 2026 |
|  | -                   | -                   | -                   | -                   |   |   |                  |                  |                  |                  |  |  | 5 avril 2026 | 5 avril 2026 | 5 avril 2026 | 5 avril 2026 |  |  | 3 mai 2026 | 3 mai 2026 | 3 mai 2026 | 3 mai 2026 |
|  | -                   | -                   | -                   | -                   | - | - | -                | -                |                  |                  |  |  |              |              |              |              |  |  | 3 mai 2026 | 3 mai 2026 | 3 mai 2026 | 3 mai 2026 |
|  | 25 octobre 2025     |                     |                     |                     | - | - | -                | -                |                  |                  |  |  |              |              |              |              |  |  | 3 mai 2026 | 3 mai 2026 | 3 mai 2026 | 3 mai 2026 |
|  |                     |                     | -                   | -                   | - | - |                  |                  |                  |                  |  |  |              |              |              |              |  |  | 3 mai 2026 | 3 mai 2026 | 3 mai 2026 | 3 mai 2026 |
|  | -                   | -                   | -                   | -                   | - | - | -                | -                |                  |                  |  |  |              |              |              |              |  |  | 3 mai 2026 | 3 mai 2026 | 3 mai 2026 | 3 mai 2026 |
|  | -                   | -                   | 5 avril 2026        |                     |   |   | -                | -                |                  |                  |  |  |              |              |              |              |  |  | 3 mai 2026 | 3 mai 2026 | 3 mai 2026 | 3 mai 2026 |
|  | -                   | -                   | -                   | -                   |   |   |                  |                  |                  |                  |  |  |              |              |              |              |  |  | 3 mai 2026 | 3 mai 2026 | 3 mai 2026 | 3 mai 2026 |
|  | -                   | -                   | -                   | -                   | - | - | -                | -                |                  |                  |  |  |              |              |              |              |  |  | 3 mai 2026 | 3 mai 2026 | 3 mai 2026 | 3 mai 2026 |
|  | 25 octobre 2025     |                     |                     |                     | - | - | -                | -                |                  |                  |  |  |              |              |              |              |  |  | 3 mai 2026 | 3 mai 2026 | 3 mai 2026 | 3 mai 2026 |
|  |                     |                     | -                   | -                   | - | - |                  |                  |                  |                  |  |  |              |              |              |              |  |  | 3 mai 2026 | 3 mai 2026 | 3 mai 2026 | 3 mai 2026 |
|  | -                   | -                   | -                   | -                   | - | - | -                | -                |                  |                  |  |  |              |              |              |              |  |  | 3 mai 2026 | 3 mai 2026 | 3 mai 2026 | 3 mai 2026 |
|  | -                   | -                   | 26 octobre 2025     |                     |   |   | -                | -                |                  |                  |  |  |              |              |              |              |  |  | 3 mai 2026 | 3 mai 2026 | 3 mai 2026 | 3 mai 2026 |
|  | -                   | -                   | -                   | -                   |   |   |                  |                  |                  |                  |  |  |              |              |              |              |  |  | 3 mai 2026 | 3 mai 2026 | 3 mai 2026 | 3 mai 2026 |
|  | -                   | -                   | -                   | -                   | - | - | -                | -                |                  |                  |  |  |              |              |              |              |  |  |            |            |            |            |
|  | 25 octobre 2025     |                     |                     |                     | - | - | -                | -                |                  |                  |  |  |              |              |              |              |  |  |            |            |            |            |
|  |                     |                     | -                   | -                   | - | - |                  |                  |                  |                  |  |  |              |              |              |              |  |  |            |            |            |            |
|  | -                   | -                   | -                   | -                   | - | - | -                | -                |                  |                  |  |  |              |              |              |              |  |  |            |            |            |            |
|  | -                   | -                   |                     |                     |   |   |                  | -                |                  |                  |  |  |              |              |              |              |  |  |            |            |            |            |
|  | -                   | -                   | -                   | -                   |   |   |                  |                  |                  |                  |  |  |              |              |              |              |  |  |            |            |            |            |
|  | -                   | -                   | -                   | -                   | - | - | -                | -                |                  |                  |  |  |              |              |              |              |  |  |            |            |            |            |
|  | 25 octobre 2025     |                     |                     |                     | - | - | -                | -                |                  |                  |  |  |              |              |              |              |  |  |            |            |            |            |
|  |                     |                     | -                   | -                   | - | - |                  |                  |                  |                  |  |  |              |              |              |              |  |  |            |            |            |            |
|  | -                   | -                   | -                   | -                   | - | - | -                | -                |                  |                  |  |  |              |              |              |              |  |  |            |            |            |            |
|  | -                   | -                   | 26 octobre 2025     |                     |   |   | -                | -                |                  |                  |  |  |              |              |              |              |  |  |            |            |            |            |
|  | -                   | -                   | -                   | -                   |   |   |                  |                  |                  |                  |  |  |              |              |              |              |  |  |            |            |            |            |
|  | -                   | -                   | -                   | -                   | - | - | -                | -                |                  |                  |  |  |              |              |              |              |  |  |            |            |            |            |
|  | 25 octobre 2025     |                     |                     |                     | - | - | -                | -                |                  |                  |  |  |              |              |              |              |  |  |            |            |            |            |
|  |                     |                     | -                   | -                   | - | - |                  |                  |                  |                  |  |  |              |              |              |              |  |  |            |            |            |            |
|  | -                   | -                   | -                   | -                   | - | - | -                | -                |                  |                  |  |  |              |              |              |              |  |  |            |            |            |            |
|  | -                   | -                   |                     |                     |   |   |                  | -                |                  |                  |  |  |              |              |              |              |  |  |            |            |            |            |
|  | -                   | -                   | -                   | -                   |   |   |                  |                  |                  |                  |  |  |              |              |              |              |  |  |            |            |            |            |
|  | -                   | -                   | -                   | -                   | - | - | -                | -                |                  |                  |  |  |              |              |              |              |  |  |            |            |            |            |
|  | 25 octobre 2025     |                     |                     |                     | - | - | -                | -                |                  |                  |  |  |              |              |              |              |  |  |            |            |            |            |
|  |                     |                     | -                   | -                   | - | - |                  |                  |                  |                  |  |  |              |              |              |              |  |  |            |            |            |            |
|  | -                   | -                   | -                   | -                   | - | - | -                | -                |                  |                  |  |  |              |              |              |              |  |  |            |            |            |            |
|  | -                   | -                   |                     |                     |   |   |                  | -                |                  |                  |  |  |              |              |              |              |  |  |            |            |            |            |
|  | -                   | -                   | -                   | -                   |   |   |                  |                  |                  |                  |  |  |              |              |              |              |  |  |            |            |            |            |
|  | -                   | -                   | -                   | -                   |   |   |                  |                  |                  |                  |  |  |              |              |              |              |  |  |            |            |            |            |
|  |                     |                     |                     |                     |   |   |                  |                  |                  |                  |  |  |              |              |              |              |  |  |            |            |            |            |

## Statistiques

### Nombre d'équipes par division et par tour
Les 35 équipes présentes disputent un total de 48 rencontres : 33 au premier tour et 16 dans la phase à élimination directe.
| Division         | Premier tour | Huitièmes de finale    | Quarts de finale | Demi-finales | Finale |
| ---------------- | --- | ---------------------- | ---------------- | ------------ | ------ |
| Division Honneur | 8 Antwerp, Dragons, Herakles, Orée, Racing, Victory, Waterloo Ducks, Wellington                                        | 2 La Gantoise, Léopold |                  |              |        |
| Nationale 1      | 9 Bruges, Indiana, Lara, Louvain-la-Neuve, Old Club, Ombrage, Pingouin, La Rasante, Uccle Sport, Langeveld, White Star |                        |                  |              |        |
| Nationale 2      | 9 Baudouin, Daring, Hermes, Keerbergen, Olympia, Namur, Rapid, Saint-Georges, Verviers                                 |                        |                  |              |        |
| Nationale 3      | 7 Amicale Anderlecht, Arlon, Blue Lions, La Louvière, Lynx, Rix, Stix                                                  |                        |                  |              |        |
| Total            | 33 | 16                     | 8                | 4            | 2      |